# Arlos
Arlos ist eine französische Gemeinde mit 104 Einwohnern (Stand 1. Januar 2022) im Département Haute-Garonne in der Region Okzitanien (vor 2016 Midi-Pyrénées). Die Einwohner werden als Arlosiens bezeichnet.

## Nachbargemeinden
Saint-Béat-Lez, Argut-Dessous, Fos, Bausen in Spanien, Gouaux-de-Luchon und Marignac.

## Bevölkerungsentwicklung
| Jahr                       | 1962 | 1968 | 1975 | 1982 | 1990 | 1999 | 2005 | 2010 | 2017 |
| -------------------------- | ---- | ---- | ---- | ---- | ---- | ---- | ---- | ---- | ---- |
| Einwohner                  | 147  | 172  | 145  | 140  | 104  | 88   | 91   | 95   | 100  |
| Quellen: Cassini und INSEE |      |      |      |      |      |      |      |      |      |

## Sehenswürdigkeiten
- Kirche Saint-Martin, erbaut von 1880 bis 1890
- Brunnen mit Waschhaus